# Капитализм в огне
«Капитализм в огне» (англ. Reimagining Capitalism) — книга американской экономистки Ребекки Хендерсон о переосмыслении капитализма на фоне деградации окружающей среды, с целью сделать современные компании более экологичными и общественно ответственными.

## Содержание книги
Хендерсон доказывает, что в современном мире больше нельзя вести бизнес по принципу максимизации прибыли, так как в перспективе это приведёт к снижению прибыли всех из-за последующих экологических катастроф. Компании нового поколения должны быть социально ответственными, при это Хендерсон доказывает, что это не только этично, но и прибыльно. В пример она приводит успех Patagonia, Inc., Lipton и Walmart, которые рискованно увеличили расходы на социальное обеспечение и заботу об окружающей среде, но в итоге стратегически выиграли и стали устойчивыми бизнесами.